# Escudo de Demyansk
El Escudo de Demyansk (alemán: Ärmelschild Demjansk) fue una condecoración militar alemana de la Segunda Guerra Mundial otorgada al personal militar que luchó en la bolsa de Demyansk. Conmemoraba la exitosa defensa de Demyansk, lograda mediante el uso de un puente aéreo. Las tropas alemanas habían sido rodeadas por el Ejército Rojo alrededor de Demyansk (Demjansk), al sur de Leningrado, durante la Segunda Guerra Mundial en el Frente Oriental. Fue instituido el 25 de abril de 1943 por Adolf Hitler. No se otorgaron más después del 1 de julio de 1944.

## Diseño
El escudo presenta en su parte superior un águila con las alas en picado sosteniendo una corona de laurel que rodea una esvástica. Esto está flanqueado por dos fortines con puertos de armas. Debajo, en mayúsculas, aparece "DEMJANSK". La parte central del escudo presenta un avión monomotor frontal, dos espadas cruzadas y en la base, el año "1942". Existen dos variaciones menores de la hélice de la aeronave con una hélice curva o recta.
El escudo fue troquelado y producido en zinc lavado con plata y luego en zinc puro. Debía ponerse en la parte superior de la manga izquierda del uniforme mediante una tela que combinaba con el color del uniforme del destinatario:
- Verde-gris claro para el Heer (ejército)
- Azul para la Luftwaffe (fuerza aérea)
- Negro para las unidades Panzer (unidades blindadas)
- Gris de campaña para las Waffen-SS

## Criterios
Los requisitos para el ejército, las Waffen-SS y las unidades auxiliares incluían un servicio honorable en la zona sitiada durante 60 días o haber sido heridos en la zona sitiada. Para el personal de la Luftwaffe: 50 misiones de combate o de reabastecimiento en el área sitiada.